# Muršili I
Muršili I o Mursili I o Mursilis I (fl. XVI secolo a.C.) è stato un sovrano ittita.
Fu nipote e figlio adottivo del suo predecessore Hattušili I e forse figlio biologico della principessa Haštayar e di Maratti, un nobile citato nelle Cronache del Palazzo.
Muršili fu il sovrano che, con un sacco operato nel 1595 a.C., pose fine alla I dinastia babilonese, di cui Hammurabi fu il sesto rappresentante.

## La successione
Quando divenne re Muršili era molto giovane perciò, per espressa volontà di Hattušili I, gli fu affiancato per alcuni anni come reggente lo zio Pimpira principe di Nenašša, fratello del defunto re. Hattušili lasciò una serie di raccomandazioni e consigli per il giovane sovrano, che poté contare sull'appoggio anche di un altro fratello del precedente re, Ammuna principe di Sugziya e di suo figlio maggiore, Huzziya di Hakpis.
Al momento dell'ascesa al trono di Mursili, la situazione della famiglia reale ittita era alquanto intricata: Hattušili poco prima di morire aveva diseredato i due principi Huzziya e Labarna, designati inizialmente per la successione, sostituendoli col giovane nipote.
lIl figlio maggiore Huzziya era stato incarcerato a seguito della ribellione delle grandi famiglie di Tapassanda, città ittita di cui Huzziya era governatore; esse avevano fomentato una rivolta probabilmente per ottenere esenzioni fiscali, anche se, nel proprio "Testamento", Hattušili parla di atti profanatori.
(Pecchioli Daddi, pp. 12-13, Del Monte, pp. 43-45.)
L'episodio resta oscuro, ma le conseguenze furono rilevanti: lo scontro col figlio procurò al re l'ostilità di gran parte della nobiltà, che spinse la sorella del re, nota dai testi come la "Serpe",  verosimilmente madre di Labarna, a schierarsi apertamente contro il sovrano. Le dimensioni dello scontro dovettero essere notevoli, come narrò lo stesso Hattusili:
(traduzione del "Testamento" di Petra Godegebure, riga 13.)

Il sovrano reagì con vigore: convocò gli alti ufficiali e funzionari nel palazzo di Kuššara e pronunciò un amaro discorso con il quale diseredo' anche il nipote Labarna:
(Del Monte, pp. 42-43.)
Labarna fu diseredato e rinchiuso in un tempio con la carica di sacerdote, mentre la "Serpe" fu bandita dalla corte e i suoi beni confiscati. 
Così il re nominò suo successore un altro nipote, appunto Muršili, ancora molto giovane.
Tawananna, madre adottiva di Hattusili e ancora regina regnante all'epoca, vedova di Labarna I, sembra che non avesse accettato la scelta del re, scatenando così l'ira di Hattušili I che la bandì, esiliandola.
Gli storici mettono in relazione l'episodio con due testi frammentari nei quali si parla di una rivolta contro Hattuša del principe di Purushanda, sede di un regno indipendente fino ad un secolo prima. Oltre che al principe di Purushanda, si fa riferimento alla "Sposa di Hurma" che avrebbe trasgredito i voleri del re. Hurma era la città d'origine di Labarna I.
L'ipotesi è che la "sposa di Hurma" potesse essere stata una figlia di Labarna I e di Tawananna, sposata al principe di Purushanda. Da qui le mire e la ribellione di Tawananna alla designazione di Muršili..
Il principe di Purushanda avrebbe potuto essere un genero (o un figlio) di Tawananna, la quale, visto che gli eredi diretto di Hattušili erano stati allontanati dalla linea di successione, potrebbe aver tentato di favorire la propria discendenza a danno del nuovo giovanissimo erede.
E così Mursili ascese al trono in un clima di generale malcontento, con svariati pretendendi al trono ed una situazione politica instabile.
Lo scontro politico con Purushanda sfociò ben presto in un autentico scontro militare: il Giovane re domò la rivolta con successive campagne militari, anche con l'aiuto di Pimpira, affermando la propria autorità e gettando un eloquente monito a tutto il reame.

## Campagne militari in Mesopotamia
Così come il suo predecessore, Mursili manifestò subito ambiziose mire espansionistiche verso la ricca area siriana.
Nei primi anni di regno, conquistò il regno di Yamkhad e la sua capitale Aleppo, nella Siria settentrionale. Il giovane re considerò questa conquista un dovere per vendicare Hattušili I, morto in seguito alle ferite riportate proprio durante l'assedio della città, che aveva sconfitto ma non conquistato. Inoltre si assicurò il controllo sul regno di Kizzuwatna nell'Anatolia del Sud che, unito alla conquista di Yamkhad, gli garantiva un retroterra sicuro per le future, pianificate spedizioni militari in Siria e Mesopotamia, proseguendo la linea intrapresa sotto il regno di Hattušili I.
Reso saldo il controllo sui passi e sulla strada verso sud, nel 1595 a.C. circa, Muršili I condusse una campagna senza precedenti di migliaia di chilometri a Sud, fino al cuore della Mesopotamia, saccheggiando Babilonia e ponendo fine alla dinastia degli Amorrei il cui esponente più famoso era stato Hammurabi. Questa incursione apri' la strada all'insediamento dei Cassiti a Babilonia.

## Il primo regicidio ittita: la morte di Mursili
Muršili I tornò ad Hattuša carico di bottino e di gloria, avendo superato in battaglia il suo predecessore ed avendo eguagliato le gesta di Sargon di Akkad. Nonostante tutto ciò, qualche anno dopo Muršili I fu assassinato, primo sovrano del suo popolo vittima di un evento cruento che si ripeterà sovente nella storia dell'impero ittita: nel corso di una cospirazione, suo cognato Hantili I, marito di Harapsili, ed il genero Zidanta I assassinarono il re, usurpandone il trono.
Con la morte di Muršili I fallì il progetto di Hattušili, dichiarato nel suo testamento, di dare al regno stabilità e sicurezza dinastica: la successione avvenne tramite una cospirazione all'interno della famiglia reale e la continuità dinastica fu mantenuta comunque dalla linea femminile. Hantili usurpò il trono addirittura con l'assassinio del re e questo fu il primo di una serie di delitti che minarono il potere della famiglia reale ittita nell'antico regno.